# Junkers T 22
Das Flugzeug Junkers T 22 (auch: J 22) war eine Variante des Typs Junkers T 21. Es handelt sich um ein als Schulterdecker konstruiertes Jagdflugzeug, das als Musterflugzeug für die UdSSR gebaut wurde. Der Erstflug fand am 30. November 1923 statt.

## Entwicklung
Gegenüber der T 21 wurde neben dem Wegfall des vorn liegenden Beobachtersitzes als wesentlicher Punkt die Tragfläche direkt oben am Rumpf angebracht. Dadurch verbesserte sich die Pilotensicht nach oben, aber es gab Probleme bei der Landung und beim Start. Außerdem geriet das Flugzeug bei der Erprobung in bestimmten Situationen außer Kontrolle. Dies führte zu weitreichenden Änderungen beim zweiten Prototyp, der erst am 25. Juni 1924 zum Erstflug startete. Letztlich bestand aber der Typ die sowjetische Musterprüfung nicht und wurde deshalb nicht weiterverfolgt.
Die T 22 war mit einem BMW-IIIa-Motor mit 136 kW ausgerüstet. Von der T 22 wurden nur 2 Exemplare mit den Werknummern 407 und 408 gebaut.

## Technische Daten
| Kenngröße             | Daten                            |
| --------------------- | -------------------------------- |
| Besatzung             | 1                                |
| Flügelspannweite      | 10,00 m                          |
| Länge                 | 6,60 m                           |
| Höhe                  | 2,70 m                           |
| Flügelfläche          | 15,00 m²                         |
| Flügelstreckung       | 6,70                             |
| Flächenbelastung      | 64,65 kg/m²                      |
| Leistungsbelastung    | 5,25 kg/PS (7,10 kg/kW)          |
| Flächenleistung       | 12,30 PS/m² (9,05 kW/m²)         |
| Rüstmasse             | 710 kg                           |
| Nutzlast              | 70 kg                            |
| Zuladung              | 260 kg                           |
| Startmasse            | 970 kg                           |
| Antrieb               | ein BMW IIIa mit 185 PS (136 kW) |
| Höchstgeschwindigkeit | 220 km/h                         |
| Marschgeschwindigkeit | 180 km/h                         |
| Landegeschwindigkeit  | 85 km/h                          |
| Steiggeschwindigkeit  | 5,10 m/s                         |
| Dienstgipfelhöhe      | 7500 m                           |
| Reichweite            | 450 km                           |
| Flugzeit              | max 2,50 h                       |